# Naka-ku (Okayama)
Naka (中区 Naka-ku?) es un barrio de la ciudad de Okayama, en la prefectura de Okayama, Japón. En junio de 2019 tenía una población estimada de 148 117 habitantes y una densidad de población de 2891 personas por km². Su área total es de 51,24 km².

## Demografía
Según los datos del censo japonés, esta es la población de Naka en los últimos años.
| Año del censo | Población |
| ------------- | --------- |
| 2005          | 139 029   |
| 2010          | 142 237   |
| 2015          | 146 232   |